# Duncan Cole
Duncan Cole   (Birkenhead, 12 de juliol de 1958 - Auckland, 21 de maig de 2014) fou un futbolista neozelandès, nascut a Anglaterra, de la dècada de 1980.
Fou internacional amb la selecció de futbol de Nova Zelanda amb la qual participà a la Copa del Món de futbol de 1982.
Pel que fa a clubs, destacà a North Shore United i Canberra City.